# キム秘書はいったい、なぜ?
『キム秘書はいったい、なぜ？』（原題：김비서가 왜 그럴까）は、2018年6月6日から同年7月 26日まで韓国のtvNで放送されたテレビドラマ。2013年に発行された作家ジョン・ギョンユンのウェブ小説を基にしたロマンティック・コメディ。主演はパク・ソジュン、パク・ミニョン。
日本では2018年10月7日からMnetにて放送が開始された。

## あらすじ
大企業の副会長であるイ・ヨンジュン（パク・ソジュン）は眉目秀麗・頭脳明晰の完璧人間で、筋金入りのナルシスト。そんな彼を秘書のキム・ミソ（パク・ミニョン）は9年もの間支えてきた。しかし、ある日突然ミソが仕事を辞めると宣言。新たな人生を歩みたいというミソをヨンジュンはあの手この手で引き留めるが……。

## 登場人物

### 主要人物
イ・ヨンジュン〈33〉
演 - パク・ソジュン（子役：ムン・ウジン）
ユミョングループ副会長。
キム・ミソ〈29〉
演 - パク・ミニョン（子役：キム・ジユ）
ヨンジュンの秘書。
イ・ソンヨン〈35〉
演 - イ・テファン（5urprise）（子役：ペ・ガンユ）
ヨンジュンの兄。ベストセラー作家「モルペウス」。

### イ・ヨンジュンの周辺人物
イ・ドンス〈62〉
演 - キム・ビョンオク
ユミョングループ会長。ソンヨンとヨンジュンの父親。
チェ・ヘラン〈60〉
演 - キム・ヘオク
ソンヨンとヨンジュンの母親。

### キム・ミソの周辺人物
キム・ピルナム〈32〉
演 - ペク・ウネ（子役：キム・シウン）
ミソの姉。精神健康医学の医師。
キム・マルヒ〈30〉
演 - ホ・スンミ（子役：ペ・チェウォン）
ミソの姉。泌尿器科の医師。
キム・ヨンマン
演 - チョ・ドクヒョン（ミソが幼い頃：イ・ミンギ）
ミソの父親。ヘビーメタルを愛するさすらいのロッカー。※特別出演
キム
演 - チョン・ソミン
ミソの母親。若くして、病死。

### ユミョングループ
パク・ユシク〈33〉
演 - カン・ギヨン
ユミョングループ社長。ヨンジュンの友人。
コ・グィナム〈30〉
演 - チャンソン（2PM）
企画チーム代理。
キム・ジア
演 - ピョ・イェジン
ミソの後任の新人秘書。
チョン・チイン
演 - イ・ユンジョン
副会長付属室部長。
ポン・セラ
演 - ファン・ボラ
副会長付属室課長。
イ・ヨンオク
演 - イ・ジョンミン
副会長付属室社員。
パク・ジュンファン
演 - キム・ジョンウン
副会長付属室代理。
ヤン・チョル
演 - カン・ホンソク
ヨンジュンの随行秘書。運転手。セラの恋人。
ソル・マウン
演 - イェウォン
ユシクの秘書。

### カメオ出演
ヨンジュンの幼馴染（第14話）
演 - チョン・ユミ
ユミョングループ社員（第14話）
演 - キム・ガヨン
トイレでミソの悪口を言い、セラと争う。

## 受賞

### 2018年度
第13回アジア・ドラマ・カンファレンス
- 特別表彰（パク・ミニョン）

第6回APANスターアワード
- 中編ドラマ部門 男性最優秀演技賞（パク・ソジュン）
- Kスター人気賞（パク・ミニョン）

第11回コリア・ドラマ・アワード
- 男性優秀演技賞 / 韓流スター賞（ファン・チャンソン）
- 人気キャラクター賞（ピョ・イェジン）

第14回Soompiアワード
- 今年の俳優賞 女性部門（パク・ミニョン）
- 最優秀助演賞 男性部門（カン・ギヨン）
- 最優秀助演賞 女性部門（ファン・ボラ）

## 関連商品
| 発売日         | タイトル                  | タイトル     | 規格品番   | 規格品番  | 備考 |
| 発売日         | タイトル                  | タイトル     | DVD        | Blu-ray   | 備考 |
| -------------- | ------------------------- | ------------ | ---------- | --------- | ---- |
| 2019年09月03日 | キム秘書はいったい、なぜ? | DVD SET1     | GNBF-5306  |           |      |
| 2019年09月03日 | キム秘書はいったい、なぜ? | Blu-ray SET1 |            | GNXF-2472 |      |
| 2019年10月02日 | キム秘書はいったい、なぜ? | DVD SET2     | GNBF-5307  |           |      |
| 2019年10月02日 | キム秘書はいったい、なぜ? | Blu-ray SET2 |            | GNXF-2473 |      |
| 2021年07月21日 | キム秘書はいったい、なぜ? | BOX1         | GNBF-10008 | -         |      |
| 2021年07月21日 | キム秘書はいったい、なぜ? | BOX2         | GNBF-10009 | -         |      |
| 2021年07月21日 | キム秘書はいったい、なぜ? | BD-BOX1      | -          | GNXF-2629 |      |
| 2021年07月21日 | キム秘書はいったい、なぜ? | BD-BOX2      | -          | GNXF-2630 |      |